# Epiblema
Epiblema is een geslacht van motten uit de familie van de bladrollers (Tortricidae). De wetenschappelijke naam werd gepubliceerd door Jacob Hübner in 1825.

## Soorten
- E. abruptana (Walsingham, 1879)
- E. absconditana (La Harpe, 1860)
- E. acceptana (Snellen, 1883)
- E. albohamulana (Rebel, 1893)
- E. alishana Kawabe, 1986
- E. angulatana Kennel, 1901
- E. aquana (Hubner, [1796-1799])
- E. arctica Miller, 1985
- E. arizonana Powell, 1975
- E. asseclana (Hubner, [1796-1799])
- E. baligrodana Toll, 1958
- E. banghaasi Kennel, 1901
- E. batangensis (Caradja, 1939)
- E. benignatum McDunnough, 1925
- E. berolinensis Amsel, 1932
- E. boxcana (Kearfott, 1907)
- E. brightonana (Kearfott, 1907)
- E. carolinana (Walsingham, 1895)
- E. cirsiana - Zuidelijke distelzadelmot (Zeller, 1843)
- E. cnicicolana - Heelblaadjeszadelmot (Zeller, 1847)
- E. concava Diakonoff, 1964
- E. confusana (Herrich-Schäffer, 1856)
- E. costipunctana - Kruiskruidzadelmot (Haworth, 1811)
- E. cretana Osthelder, 1941
- E. cynosbatella (Linnaeus, 1758)
- E. charadrias Diakonoff, 1977
- E. chretieni Obraztsov, 1952
- E. chromata Miller, 1985
- E. damasceana (Tuleskov & Nikolova, 1967)
- E. damascena (Tuleskov & Nikolova, 1967)
- E. deflexana Heinrich, 1923
- E. denigratana Kennel, 1901
- E. desertana (Zeller, 1875)
- E. deverrae Brown, 1991
- E. discretivana (Heinrich, 1921)
- E. dorsisuffusana (Kearfott, 1908)
- E. ermolenkoi Kuznetsov, 1968
- E. exacerbatricana Heinrich, 1923
- E. expressana (Christoph, 1881)
- E. farfarae (Fletcher, 1938)
- E. fiorii Turati, 1922
- E. foenella (Linnaeus, 1758) -Hoefijzermot
- E. fuchsiana (Rössler, 1876)
- E. gammana (Mann, 1866)
- E. gibsoni Wright & Covell, 2003
- E. glenni Wright, 2002
- E. grandaevana - Grote zadelmot (Lienig & Zeller, 1846)
- E. graphana - Duizendbladzadelmot (Treitschke, 1835)
- E. grossbecki Heinrich, 1923
- E. hepaticana - Gemarmerde kruiskruidzadelmot (Treitschke, 1835)
- E. hirsutana (Walsingham, 1879)
- E. inconspicua (Walsingham, 1900)
- E. infelix Heinrich, 1923

- E. infuscatana Kennel, 1901
- E. insidiosana Heinrich, 1923
- E. inulivora (Meyrick, 1932)
- E. iowana McDunnough, 1935
- E. junctana (Herrich-Schäffer, 1856)
- E. kostjuki Kuznetsov, 1973
- E. lasiovalva Razowski, 2006
- E. leucopetra (Meyrick, 1908)
- E. lochmoda Razowski, 2006
- E. luctuosissima Blanchard, 1984
- E. lyallana McDunnough, 1935
- E. macneilli Powell, 1975
- E. macrorris (Walsingham, 1900)
- E. mendiculana (Treitschke, 1835)
- E. micropterana Turati, 1930
- E. numerosana (Zeller, 1875)
- E. obfuscana (Dyar, 1903)
- E. obscurana (Herrich-Schäffer, 1851)
- E. ochraceana Fernald, 1901
- E. otiosana (Clemens, 1860)
- E. periculosana Heinrich, 1923
- E. petasitis Toll, 1958
- E. porpota (Meyrick, 1907)
- E. praesumptiosa Heinrich, 1923
- E. pryerana (Walsingham, 1900)
- E. quinquefasciana (Matsumura, 1900)
- E. radicana (Walsingham, 1879)
- E. radui Stanoiu, 1974
- E. ravana Kennel, 1900
- E. resumptana (Walker, 1863)
- E. riciniata (Meyrick, 1911)
- E. rimosana (Christoph, 1882)
- E. roborana (Schiffermüller, 1775)
- E. rotundana (Snellen, 1883)
- E. rudei Powell, 1975
- E. sarmatana (Christoph, 1872)
- E. scudderiana (Clemens, 1860)
- E. scutulana - Distelzadelmot Denis & Schiffermüller, 1775
- E. separationis Heinrich, 1923
- E. similana (Denis & Schiffermüller, 1775)
- E. simploniana (Duponchel, 1835)
- E. sosana (Kearfott, 1907)
- E. sticticana - Variabele zadelmot (Fabricius, 1794)
- E. strenuana (Walker, 1863)
- E. sublimana Herrich-Schäffer, 1851
- E. suffusana (Lienig & Zeller, 1846)
- E. sugii Kawabe, 1976
- E. symbolaspis (Meyrick, 1927)
- E. tandana (Kearfott, 1907)
- E. trigeminana (Stephens, 1829)
- E. tripartitana (Zeller, 1875)
- E. turbidana - Hoefbladzadelmot (Treitschke, 1835)
- E. vittata Falkovich, 1965
- E. walsinghami (Kearfott, 1907)